# Barito Utara
Barito Utara (deutsch Nord-Barito) ist ein indonesischer Regierungsbezirk (Kabupaten) in der indonesischen Provinz Kalimantan Tengah. Mitte 2024 leben hier fast 160.000 Menschen. Der Verwaltungssitz des Kabupaten Barito Utara ist die Stadt Muara Teweh im Zentrum des Bezirks.

## Geographie
Der Binnenbezirk Barito Utara belegt 6,51 Prozent der Fläche der Provinz (Rang 6), entsprechend Rang 20 unter den 47 Bezirken der Insel Kalimantan (Quelle:).

### Lage
Barito Selatan liegt im Nordosten der Provinz und erstreckt sich zwischen 0° 02′ 43,6″ und 1° 27′ 41,7″ s. Br. sowie zwischen 114° 27′ 13,1″ und 115° 50′ 57,7″ ö. L.
Der Bezirk grenzt (im Uhrzeigersinn) an die folgenden Regierungsbezirke (Kabupaten): im Norden an Mahakam Ulu, im Osten an Kutai Barat, im Südosten an Paser (alle drei von der Provinz Kalimantan Timur), im Südosten an Tabalong (Provinz Kalimantan Selatan), im Süden an Barito Selatan, im Westen an Kapuas sowie im Nordwesten an Murung Raya. Mit einer Länge von 900 Kilometern ist der (Sungai) Barito der längste Fluss, 700 Kilometer davon sind schiffbar.

## Verwaltungsgliederung
Administrativ unterteilt sich Barito Utara in 9 Distrikte oder Unterbezirke (indonesisch Kecamatan) mit 103 Dörfern (indonesisch Desa) von denen 10 als Kelurahan städtisch geprägt sind. Eine weitere Unterteilung erfolgt in 12 Dusun, 80 RW (Rukun Warga) und 634 RT (Rukun Tetangga)
| Code 1)  | Kecamatan Distrikt | Ibu Kota Verwaltungssitz | Fläche (km²) | Einw. Census 2010 2) | Volkszählung 2020 3) | Volkszählung 2020 3) | Volkszählung 2020 3) | Anzahl der Dörfer | Anzahl der Dörfer |
| Code 1)  | Kecamatan Distrikt | Ibu Kota Verwaltungssitz | Fläche (km²) | Einw. Census 2010 2) | Einw. 3)             | 0Dichte 4)0          | Sex Ratio 5)         | Dörfer            | Kel. 6)           |
| -------- | ------------------ | ------------------------ | ------------ | -------------------- | -------------------- | -------------------- | -------------------- | ----------------- | ----------------- |
| 62.05.01 | Montallat          | Tumpung Laung II00       | 553,00       | 10.604               | 12.146               | 22,0                 | 109,70               | 6                 | 4                 |
| 62.05.02 | Gunung Timang00    | Kandui                   | 890,00       | 10.029               | 12.490               | 14,0                 | 106,34               | 16                | –0                |
| 62.05.03 | Gunung Purei       | Lampeong                 | 1.468,00     | 2.426                | 2.755                | 1,9                  | 105,44               | 11                | –0                |
| 62.05.04 | Teweh Timur        | Benangin I               | 592,22       | 7.221                | 6.440                | 10,9                 | 109,50               | 12                | –0                |
| 62.05.05 | Teweh Tengah       | Muara Teweh              | 585,36       | 69.941               | 58.308               | 99,6                 | 105,50               | 8                 | 2                 |
| 62.05.06 | Lahei              | Lahei II                 | 1.618,48     | 21.352               | 13.857               | 8,6                  | 110,05               | 11                | 2                 |
| 62.05.07 | Teweh Baru         | Hajak                    | 812,78       | –0                   | 22.096               | 27,2                 | 109,80               | 8                 | 2                 |
| 62.05.08 | Teweh Selatan      | Trahean                  | 485,64       | –0                   | 15.269               | 31,4                 | 112,75               | 10                | –0                |
| 62.05.09 | Lahei Barat        | Benao Hulu               | 1.294,52     | –0                   | 11.451               | 8,9                  | 112,09               | 11                | –0                |
| 62.05    | Barito Utara       | Barito Utara             | 8.300,00     | 121.573              | 154.812              | 18,7                 | 108,25               | 93                | 10                |

## Geschichte
Im Jahr 1956 wurde mit dem Regierungsgesetz Nr. 25 die vierte Provinz auf der Insel Kalimantan geschaffen: Kalimantan Tengah. Sie bestand ursprünglich aus drei Kabupaten Barito, Kotawaringin und Kapuas. Die ersten beiden wurden im Laufe der Zeit aufgespalten in neue Kabupaten, nur Kapuas erfuhr erst im Jahr 2002 die ersten Grenzänderungen. Barito wurde 1959 in einen Nord- und Südbezirk geteilt.

Im Jahr 2002 gab der Kabupaten Barito Utara drei Viertel seiner Fläche (23.700 von 32.000 km²) und 41,87 Prozent seiner Bevölkerung (2000: 111.527 von 266.339 Einwohnern) an fünf im Nordwesten abgetrennte Kecamatan ab, die nun seitdem als neugegründeter Kabupaten Murung Raya bestehen.
Als letztes entstanden Mitte 2012 drei neue Kecamatan aus den bisherigen:
- Teweh Baru (8 Desa, 2 Kelurahan aus den Kec. Teweh Timur und Teweh Tengah)
- Teweh Selatan (10 Desa aus dem Kec. Teweh Tengah)
- Lahei (11 Desa aus dem Kec. Lahei Barat).

## Demographie
Mit 5,80 % der Bevölkerung wird der 5. Platz unter den 14 (13+1) Verwaltungseinheiten 2. Stufe der Provinz belegt. Dies bedeutet Platz 34 unter allen 47 Kabupaten der Insel Kalimantan. Die Bevölkerungsdichte von 16,0 Einwohnern pro Quadratkilometer reicht für den 33. Platz auf der Insel (Angaben von Ende 2023:).
Der Frauenanteil sank zwischen den beiden Volkszählungen 2010 und 2020 und hat sich seitdem um die 48 Prozent eingepegelt.
| Religion im Jahr 2020 | Religion im Jahr 2020 | Religion im Jahr 2020 | Religion im Jahr 2020 |
| Religion              | Anzahl                | Anteil (%)            | Gebäude               |
| --------------------- | --------------------- | --------------------- | --------------------- |
| Islam                 | 114.605               | 73,00                 | 130 7)                |
| Christen insg.        | 025.440 8)            | 16,20                 | 135                   |
| Davon:                |                       |                       |                       |
| Protestanten          | 016.394               | 64,44                 | 101                   |
| Katholiken            | 009.046               | 35,56                 | 034                   |
|                       |                       |                       |                       |
| Hindus                | 016.860 9)            | 10,74                 | 72 Pura, 1 Vihara     |
| Buddhisten            | 000.45                | 0,03                  | 72 Pura, 1 Vihara     |

| Jahr   | Gesamt- Bevölkerung | Männer  | %       | Frauen  | %       | Sex Ratio 10 |
| 020100 | 0121.573            | 063.106 | 051,910 | 058.467 | 048,090 | 0107,930     |
| 020200 | 0154.812            | 080.473 | 051,980 | 074.339 | 048,020 | 0108,250     |
| 020240 | 0158.514            | 082.276 | 051,900 | 076.238 | 048,100 | 0107,920     |

### Soziale Daten 2020
| Merkmal                                                             | Kab. Barito Utara | 0Prov. Kalimantan Tengah0 |
| ------------------------------------------------------------------- | ----------------- | ------------------------- |
| Bevölkerung unterhalb der Armutsgrenze (Tsd.)00                     | 06,80             | 132,94                    |
| Anteil der „armen Bevölkerung“ (indonesisch Penduduk miskin) (%)000 | 05,17             | 004,82                    |
| Arbeitslosenrate (%)                                                | 05,29             | 004,58                    |
| Lebenserwartung bei der Geburt (Jahre)                              | 71,30             | 069,74                    |
| HDI-Index                                                           | 70,59             | 071,05                    |
| Analphabetenrate (in %, 15+ J.)                                     |                   | 000,80                    |
| Anteil der Altersgruppen                                            | 0Real0            | 0Prozentual0              |
| Kinder (<15 J.)                                                     | 037.8790          | 24,47                     |
| arbeitsfähige Bevölkerung (15–64 J.)                                | 109.9950          | 71,05                     |
| Rentner und Pensionäre (>65 J.)                                     | 006.9380          | 04,48                     |

### Aktuelle Daten der Bevölkerungsfortschreibung
Nachfolgende Tabelle gibt den Einwohnerstand nach Geschlecht vom Jahresende 2022 und 2023 sowie zur Jahresmitte 2024 wieder. Er resultiert aus den Ergebnissen der Fortschreibung durch die örtlichen Zivilregistrierungsbüros (Disdukcapil, indonesisch Dinas Kependudukan dan Pencatatan Sipil). Der aktuelle Stand kann in einer interaktiven Karte abgerufen werden.
| Kecamatan           | 12/2022 11) | 12/2022 11) | 12/2022 11) | 12/2023 12) | 12/2023 12) | 12/2023 12) | 06/2024 13) | 06/2024 13) | 06/2024 13) | 06/2024 13)    | 06/2024 13)      | 06/2024 13)   |
| Kecamatan           | Gesamt      | Männer      | Frauen      | Gesamt      | Männer      | Frauen      | Gesamt      | Männer      | Frauen      | Fläche 14) km² | Dichte Einw./km² | Sex Ratio 15) |
| ------------------- | ----------- | ----------- | ----------- | ----------- | ----------- | ----------- | ----------- | ----------- | ----------- | -------------- | ---------------- | ------------- |
| Montallat           | 12.202      | 6.333       | 5.869       | 12.201      | 6.330       | 5.871       | 12.202      | 6.333       | 5.869       | 644,40         | 18,9             | 107,91        |
| Gunung Timang       | 12.962      | 6.742       | 6.220       | 13.042      | 6.768       | 6.274       | 12.962      | 6.742       | 6.220       | 928,95         | 14,0             | 108,39        |
| Gunung Purei        | 2.984       | 1.556       | 1.428       | 3.007       | 1.560       | 1.447       | 2.984       | 1.556       | 1.428       | 1.485,67       | 2,0              | 108,96        |
| Teweh Timur         | 6.865       | 3.623       | 3.242       | 6.984       | 3.667       | 3.317       | 6.865       | 3.623       | 3.242       | 965,52         | 7,1              | 111,75        |
| Teweh Tengah        | 58.754      | 29.966      | 28.788      | 59.331      | 30.191      | 29.140      | 58.754      | 29.966      | 28.788      | 1.176,95       | 49,9             | 104,09        |
| Lahei               | 14.349      | 7.571       | 6.778       | 14.653      | 7.664       | 6.989       | 14.349      | 7.571       | 6.778       | 2.850,44       | 5,0              | 111,70        |
| Teweh Baru          | 22.930      | 11.992      | 10.938      | 23.036      | 12.027      | 11.009      | 22.930      | 11.992      | 10.938      | 879,51         | 26,1             | 109,64        |
| Teweh Selatan       | 15.546      | 8.265       | 7.281       | 15.555      | 8.247       | 7.308       | 15.546      | 8.265       | 7.281       | 531,22         | 29,3             | 113,51        |
| Lahei Barat         | 11.922      | 6.228       | 5.694       | 11.926      | 6.208       | 5.718       | 11.922      | 6.228       | 5.694       | 522,15         | 22,8             | 109,38        |
| Kab. Barito Utara00 | 158.514     | 82.276      | 76.238      | 159.735     | 82.662      | 77.073      | 158.514     | 82.276      | 76.238      | 9.984,81       | 15,88            | 107,92        |

## Verzeichnis der Kelurahan
Die nachfolgende Liste gibt den Einwohnerstand zur Jahresmitte 2024 für alle zehn Kelurahan im Bezirk Barito Utara wieder. Die Flächenangaben wurden ausgelassen, da die Angaben der Quelle umstritten und nicht nachvollziehbar sind. Neben den Einwohnerzahlen sind auch deren Zugehörigkeiten zu den vier Kecamatan aufgeführt, ebenso die errechneten Ergebnisse des  Geschlechterverhältnisses (Sex Ratio). Als erste Spalte ist der Strukturcode des indonesischen Innenministeriums angegeben. Er gibt gleichfalls Aufschluss über die Zugehörigkeit der Dörfer zu den übergeordneten Verwaltungsebenen: Die ersten drei Zahlenpärchen werden durch Punkte getrennt und geben die Provinz, den Regierungsbezirk (Kabupaten) und den Distrikt (Kecamatan) an. Als letztes folgt nach einem weiteren Trennungspunkt der vierstellige „Dorfcode“ – wobei städtisch geprägte Kelurahan immer mit 1 und „normale“ (ländliche) Desa mit einer 2 beginnen. Die Statistikseiten von BPS (Badan Pusat Statistik) verwenden eine abweichende Nomenklatur, auf die hier aber nicht näher eingegangen werden soll, da sie nur bei den Volkszählungen Anwendung findet.
Wie bei vorstehender Tabelle entstammen alle Daten der Fortschreibung durch die örtlichen Zivilregistrierungsbüros (Disdukcapil).
| Struktur- code | Kecamatan      | Kelurahan          | Bevölkerung zur Jahresmitte 2024 | Bevölkerung zur Jahresmitte 2024 | Bevölkerung zur Jahresmitte 2024 | Bevölkerung zur Jahresmitte 2024 |
| Struktur- code | Kecamatan      | Kelurahan          | Gesamt                           | männlich                         | weiblich                         | Sex Ratio                        |
| -------------- | -------------- | ------------------ | -------------------------------- | -------------------------------- | -------------------------------- | -------------------------------- |
| 62.05.01.1001  | Montallat      | Montallat I        | 177                              | 89                               | 88                               | 101,14                           |
| 62.05.01.1002  | Montallat      | Montallat II00     | 1.595                            | 825                              | 770                              | 107,14                           |
| 62.05.01.1003  | Montallat      | Tumpung Laung I    | 1.106                            | 576                              | 530                              | 108,68                           |
| 62.05.01.1004  | Montallat      | Tumpung Laung II00 | 3.199                            | 1.646                            | 1.553                            | 105,99                           |
| 62.05.05.1013  | Teweh Tengah00 | Lanjas             | 21.103                           | 10.677                           | 10.426                           | 102,41                           |
| 62.05.05.1014  | Teweh Tengah00 | Melayu             | 24.949                           | 12.665                           | 12.284                           | 103,10                           |
| 62.05.06.1015  | Lahei          | Lahei I            | 1.383                            | 744                              | 639                              | 116,43                           |
| 62.05.06.1016  | Lahei          | Lahei II           | 3.534                            | 1.832                            | 1.702                            | 107,64                           |
| 62.05.07.1001  | Teweh Baru     | Jingah             | 5.479                            | 2.830                            | 2.649                            | 106,83                           |
| 62.05.07.1002  | Teweh Baru     | Jambu              | 4.536                            | 2.336                            | 2.200                            | 106,18                           |